# Pragmàtica Sanció del 1713
La Pragmàtica Sanció del 1713 fou promulgada pel rei Carles VI del Sacre Imperi Romanogermànic el 19 d'abril de 1713 per abolir la Llei Sàlica que distingia els sexes en la successió al tron del Sacre Imperi. No va ser publicada fins al naixement de la seva filla Maria Teresa anul·lant el Pacte mutu de successió que va promoure Leopold entre els arxiducs Josep i Carles. Encara que va ser reconeguda durant la vida de Carles VI, no va ser posada en pràctica fins a la mort d'aquest (1740), provocant la Guerra de Successió Austríaca.